# Sant'Ippolito (Cosenza)
Sant'Ippolito  è una delle frazioni del comune di Cosenza. È posta a SE della città, su di un colle appartenente all'area geografica della Presila.

## Storia
La sua storia è simile a quella degli altri paesi circostanti, legata quindi alle incursioni saracene che nel X secolo devastarono Cosenza. Gli abitanti della città cercarono rifugio a sud, creando così diversi Casali, e Sant'Ippolito era tra questi.
Vari terremoti lo danneggiarono pesantemente, tra cui quello del 1854.
Fino a fine Ottocento fece parte del comune di Pietrafitta insieme all'altra frazione Torzano, oggi Borgo Partenope, per poi far parte del comune di Cosenza.

## Monumenti e luoghi d'interesse
- Il Santuario - Poco distante dal paese sorge il Santuario (da poco restaurato) dedicato al martire romano Sant'Ippolito, dal quale il paese prende il nome. Nonostante sia di costruzione antichissima, ciò che si può vedere oggi risale a fine Ottocento/inizi Novecento. All'interno varie tele e l'antica statua del santo.

- La chiesa di S. Lucia V. e M. - (Da poco restaurata) In piazza A. Dionisio, vi si conservano alcune statue processionali dei secoli XIX/XX

- La Conicella - Sorge lungo la strada per Cosenza, in Contrada Feudo. Vi sono collocate alcune immagini devozionali.

## Ricorrenze
- Festa di Sant'Ippolito - Il 13 agosto e l'8 marzo si celebra la festività del santo patrono del paese.

- Festa di Santa Lucia - Il 13 dicembre si celebra la Ricorrenza della Santa,  di cui prende il suo nome anche la Parrocchia del paese.